# فيكتور نورييغا
فيكتور نورييغا (بالإنجليزية: Victor Noriega)‏ هو قائد فرقة ‏ وعازف جاز وعازف بيانو أمريكي، ولد في 5 مايو 1978 في فانكوفر في كندا.

## وصلات خارجية
- فيكتور نورييغا على موقع ميوزك برينز (الإنجليزية)